# Білоруська література
Білоруська література — це література, написана білоруською мовою або яку написали білоруські письменники.

## Давня література

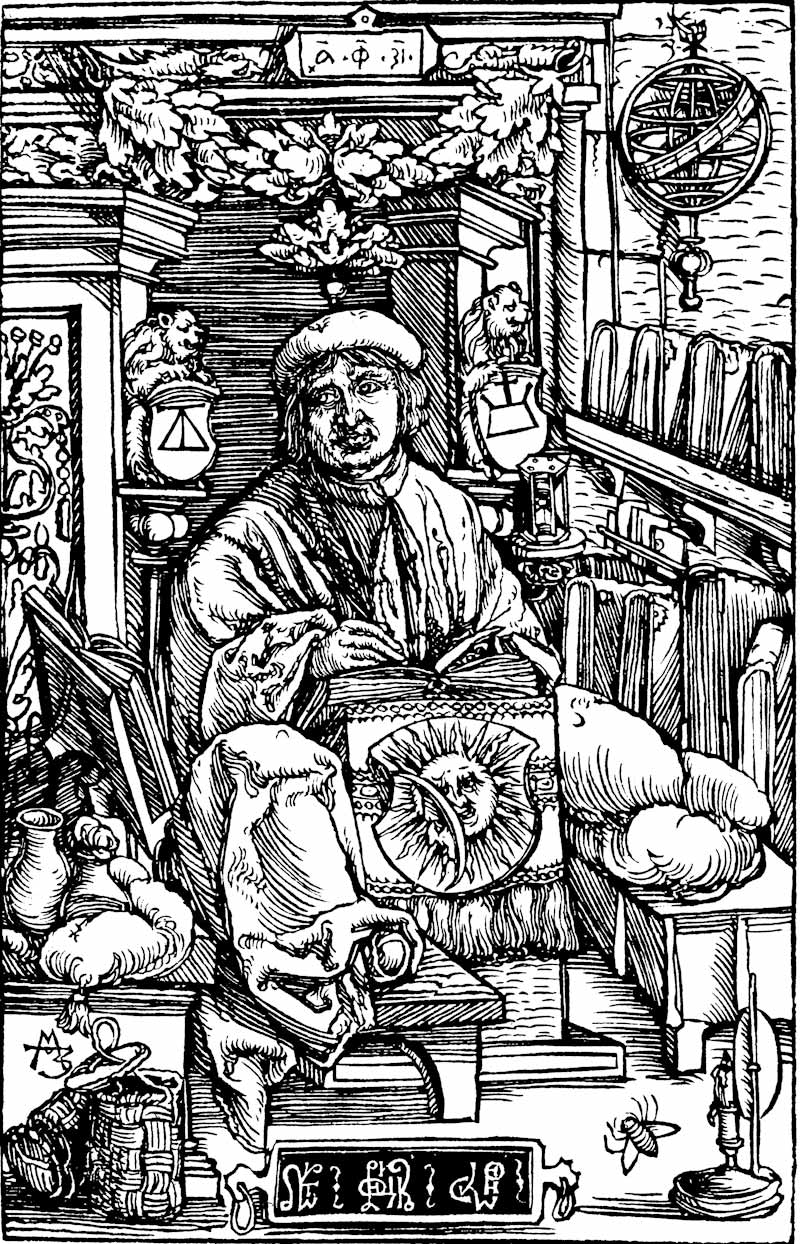
Франциск Скорина, гравюра 1517 року

Білоруська література бере початок в літературі Київської Русі. Перші твори білоруської літератури з'являються в 13—14 ст. У 14—15 ст. написано литовські літописи («Літопис Авраамки», 1495), житія, білоруська редакція повісті «Про Мамаєве побоїще», астрологічні книжки тощо. Видатним громадським і культурним діячем білоруського народу першої половини 16 ст. був просвітитель і першодрукар Франциск Скорина. Діяльність Франциска Скорини та його продовжувачів Симона Будного і Василя Тяпинського позначалась і на розвитку української літератури. У 16 ст., для якого характерне посилення релігійної та соціально-політичної боротьби, розвивається полемічна та сатирична література. Одна із значних пам'яток 16 — поч. 17 ст. — нолітичний памфлет «Промова Івана Мелешки» — викриває порочні нрави феодальної знаті. Передові діячі білоруської культури 16—17 ст. — Афанасій Філіппович, Леонтій (Карпович), Симеон Полоцький.
Діяльність Стефана і Лаврентія Зизаніїв, Мелетія Смотрицького, вихідців з України, в основному проходила в Білорусі. У Білорусі широко були відомі твори Івана Вишенського, а також «Львівський апостол» (1574) і «Острозька біблія» (1581). В Україні популярними були твори білоруса Л. Карповича та ін. У навчальних закладах України навчалися білоруси Карпович, Симеон Полоцький та інші. У період наступу католицької церкви, в 2-й половині 17 і у 18 ст., друкування книг рідною мовою було заборонено, а тому не було умов для розвитку писемної білоруської літератури. У цей час поширюється фольклор. Під впливом української літератури розвивається шкільна драма та віршування.

## Нова література
На початку 19 ст., після приєднання Білорусі до Росії, відроджується нова білоруська література. Пам'ятки її — антикріпосницькі вірші («Розмова Данила з Степаном», «Розмова пана з селянином»), пародійні поеми «Енеїда навиворіт» (найімовірнішим автором є Вікентій Ровинський) і «Тарас на Парнасі», які виникли під безпосереднім впливом «Енеїди навиворіт» Осипова та «Енеїди» Котляревського, творчість селянського поета Павла Багрима. Один з видатних представників літератури цього періоду — поет і драматург Вінцент Дунін-Мартинкевич (1807—1884), твори якого сприяли розвиткові літератури й національного театру.
У 2-й половині ХІХ ст. склався реалістичний напрям у білоруській літературі. Великий вплив на розвиток нової білоруської літератури мали російські письменники, а також українські — Тарас Шевченко, Іван Франко та інші. Основоположником реалізму в білоруський літературі був поет Францішек Богушевич (1840—1900). У 1880-х рр. виступили поети Янка Лучина, Адам Гуринович та Альгерд Абухович. Початок демократичній білоруській публіцистиці поклали революційні відозви Кастуся Калиновського. Після революції 1905 почався новий етап у розвитку національної літератури. Виразниками дум білоруського народу в його боротьбі за соціальне і національне визволення стали Янка Купала (1882—1942) і Якуб Колас (1882—1956), продовжувачі традицій Богушевича. їхні соратники й послідовники — Цьотка (Алоїза Пашкевич, 1876—1916), Максим Богданович (1891 — 1917), Змітрок Бядуля (1886—1941), Тишко Гартний (1887—1937).
Загляне сонце і в наше віконце — перша легальна білоруська видавнича спілка, існувала в Санкт-Петербурзі у 1906—1916 рр.

## Радянський період

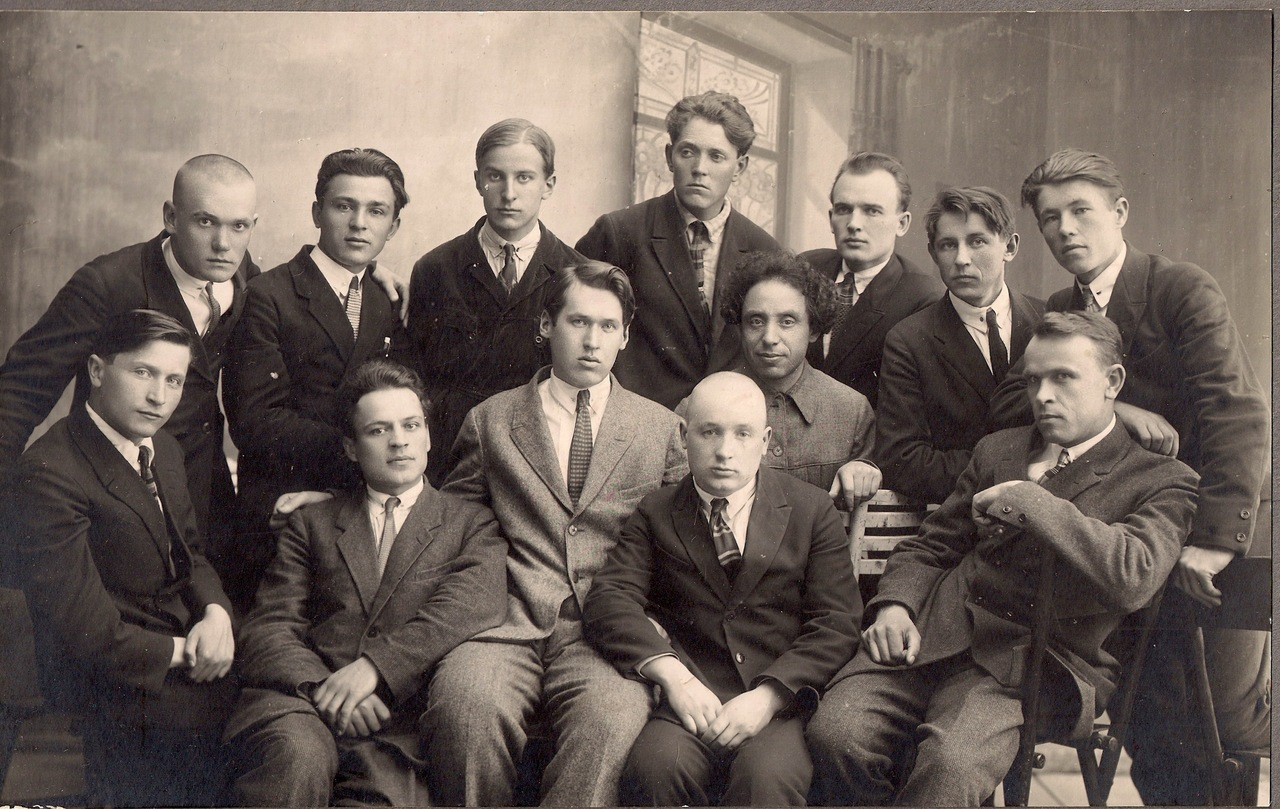
Члени літературної спілки «Узвишша», 1928 р.

В 1920-ті роки, після утворення БССР (1919) літературне життя особливо групувалася навколо журналів «Маладняк» (1923–1928) і «Узвишша» (1926–1931), що видавалися однойменними літературними організаціями.
Провідними радянськими письменниками Білорусі стали Купала, Колас, Бядуля, Гартний, які додали у свої твори комуністичні ідеї. Набувають популярності твори М. Чарота, К. Чорного, К. Крапиви, П. Головача, В. Дубовки, М. Зарецького, Я. Мавра, П. Труса, А. Александровича та ін. Тематика їхніх творів: героїка революції та громадянської війни, будівництво радянського життя. Особливо розвивається в цей час проза, якої було мало в дорадянський період.
У 1930-х роках білоруська радянська література остаточно переходить на принципи соцреалізму, 1934 року створено Спілку письменників БРСР. Продовжують творити Янка Купала, Якуб Колас, творчої зрілості досягають К. Крапива, Пятрусь Бровка, Петро Глєбка, Аркадій Кулєшов, Михайло Линьков, М. Лужанін, Е. Самуйльонок. Увійшли в літературу Пимен Панченко, Еді Агняцвєт, Анатоль Астрейко. Після приєднання Західної Білорусі до БРСР у літературу прийшли Максим Танк, Пилип Пестрак, Михайло Машара, Валентин Тавлай.
Значних утрат білоруська література зазнала у другій половині 1930-х років, під час Сталінських репресій загинуло безліч талановитих поетів і письменників: Олесь Дудар , Михась Зарецький, Тодор Кляшторний, Валерій Маряков та багато інших. «Чорною» для білоруської літератури стала ніч з 29 на 30 жовтня 1937, коли розстріляно 23 молодих поетів. Про багатьох із них залишив спогади в книзі «Далеке, але не забуте» (біл. «Далёкае, но НЕ забитае», 1988) Павло Прудников, якому також довелося пережити ув'язнення в ГУЛАГ. Репресовані були також Владислав Голубок, Володимир Дубовка, Лариса Геніюш та багато інших.
У роки Другої світової війни білоруські письменники у творах, пройнятих пропагандистським патріотизмом, показали героїчну боротьбу народу, віру в перемогу. У цей час розвивалися публіцистика, сатира, пісенна лірика.

### Післявоєнний період
У післявоєнний період значно зростає ідейно-художній рівень білоруської літератури, з'являються твори різних жанрів. Широкі епічні полотна створюють М. Линьков, Якуб Колас, Ф. Пестрак, прозаїчні твори пишуть Тарас Хадкевич, Макар Паслядович, Іван Грамович. З новими поезіями виступають А. Кулєшов, М. Танк, П. Бровка, П. Панченко. П'єси К. Крапиви, Аркадія Мовзона та ін. ставляться на сценах багатьох театрів Радянського Союзу. В літературу прийшли І. Шамякін, Іван Мележ, Янка Бриль, К. Кирієнко та інші. Володимир Короткевич став творцем білоруського історичного роману. Найвідомішим за межами Білорусі письменником став прозаїк Василь Биков, завдяки своїм романам про Другу світову війну.
Розвиваються білоруська критика й літературознавство, створювано історію білоруської літератури. Науково розроблювано питання білорусько-українських літературних зв'язків у працях білоруських та українських літературознавців.

## Перекладацькі доробки
Перебуваючи поміж кількох літературних світів-впливів (російського, польського та європейського) білоруські письменники та перекладачі успішно їх відображали в своїх перекладах. Ще більшим поштовхом в перекладацькій літературі стали часи після здобуття незалежності Білорусі, виникли численні перекладацькі студії, як університетських так й письменницьких колах. Хоча, починаючи 2000 років, коли почалася незначна реакція владних чинників на уживання й популяризацію білоруської мови, літератори та перекладачі знайшли себе в перекладацькій стезі. Наразі було створено кілька літературнио-перекладацьких проектів, які базувалися на основі періодичних журналів чи «On-line бібліотек»: «ПрайдзіСвєт», «Бєларуські калегіум», «ЛітРадіо», «ARCHE Пачатак».

## Сучасна література
Найвідомішими сучасними письменниками Білорусі є Андрій Федоренко, Бабіна Наталка, Світлана Алексієвич, Альгерд Бахаревіч, Владислав Ахроменко, Тетяна Мушинська та інші.
Серед поетів: Едуард Акулін, Валерія Кустова, Володимир Некляєв, Тетяна Сівець, Андрій Хаданович, Віктор Шніп та інші.
Серед авторів, які працюють на ниві дитячої літератури, виділяються: Олесь Бадак, Раїса Боровикова, Ольга Гапєєва, Валерый Гапееў, Олег Грушецький, Алена Масла, Серж Мінскевич, Аксана Спринчан та інші.

## Відображення у кінематографі
- Купала — біографічний фільм заборонений режимом Лукашенка у якому окрім долі поета Янки Купали висвітлюється тема заборон білоруської мови урядом Російської імперії, знищення білоруської інтелігенції (у фільмі також згадується українське Розстріляне відродження) , депортації білорусів радянською владою та русифікація Білорусі.